# Pende (Banjarharjo)
Pende is een bestuurslaag in het regentschap Brebes van de provincie Midden-Java, Indonesië. Pende telt 3220 inwoners (volkstelling 2010).